# شاه‌تپه (گرگان)
شاه‌تپهٔ گرگان تپه‌ای کهن مربوط به دوران پیشاتاریخ است و در شهرستان گرگان نزدیک کرانهٔ جنوب شرقی دریای خزر قرار دارد. این تپه ۱۶۵ در ۱۳۵ متر اندازه دارد. شاه‌تپه را در دههٔ ۱۹۳۰ میلادی باستان‌شناس سوئدی آرنه کاوش کرد. گاه‌نگاری این محوطه با محوطه‌های تپه‌حصار در نزدیکی دامغان و تورنگ‌تپه همخوانی دارد.